# Porsche Holding
A Porsche Holding GmbH a Volkswagen AG 100%-os tulajdonú leányvállalata, elsősorban a Volkswagen AG és leányvállalatai által gyártott gépjárművek nagy- és kiskereskedelemével, banki szolgáltatásokkal, illetve információtechnológiai rendszerfejlesztésekkel foglalkozik. Székhelye az ausztriai Salzburgban van.

## Történet
1947. április 1-jén Ferdinand Porsche gyermekei, Ferry Porsche és Louise Piëch édesapjuk tervezőirodáját az ausztriai Gmündbe költöztették. Itt megalapították a Porsche Konstruktionen GesmbH-t A költözés szükségességét a második világháború után kialakult helyzet okozta, ugyanis Németország területén, Stuttgartban Ferdinand Porschét – mint korábbi hadi beszállítót – az internálás, illetve cége kisajátításának veszélye fenyegette. Az átköltöztetés előkészületei már 1944 nyarán megkezdődtek, amikortól fontos iratokat, szerződéseket, műszaki terveket, dokumentációkat fokozatosan átvittek a gmündi telephelyre. Az utolsó háborús hónapokban sikerült 931 000 birodalmi márkát átutalni az újrakezdéshez.
A wolfsburgi Volkswagennél a háború utáni újbóli termelés beindításakor megkezdődtek a tárgyalások a Porsche és a VW között a Volkswagen Bogár terveinek és a járművek Ausztriába szállításának kiterjesztett jogairól. 1948 szeptemberében egy összetett szerződést kötött a Dr. Ing. h.c. F. Porsche KG és a frissen kinevezett Volkswagen AG vezér Heinrich Nordhoff, mely egyebek között rendezte a Porsche szabadalmainak felhasználási jogait, azok díjazásait, illetve, hogy az eladott Volkswagen gépkocsik után a Volkswagen AG milyen mértékű díjat köteles fizetni, a Porsche KG felé. Ennek a megállapodásnak a keretei között hozták a meg a döntést arról, hogy a Volkswagen fejlesztési részlege leválik és függetlenedik a Porsche KG-tól – ez a megállapodás képezte a későbbi stuttgarti Porsche gépkocsi gyártás beindításának financiális alapját –, illetve kizárólagos jogot biztosított a Porschénak Ausztria területére a Volkswagen gépjárművek importját, illetve kereskedelmét illetően – az erre létrehozott cég volt a mai Porsche Holding jogelődje.  
A megállapodás következményeként 1949-ben importevékenységgel bővítették a cég profilját – salzburgi székhellyel Anton Piëch vezetésével megkezdték a Volkswagen gépkocsik kizárólagos ausztriai importját. Anton Piëch 1952-ben váratlanul bekövetkezett halála után felesége Louise Piëch vette át a cég irányítását.
1972-ben a család belső megállapodást kötött,a családi viszályt megelőzendő hogy – ahogyan a Porsche KG-nál sem –, családtagok nem vesznek részt közvetlenül a vállalat irányításában. Ferry Porsche csak egy helyet tartott meg a cég felügyelő bizottságában. A döntés előzménye az volt, hogy Ferdinand Piëch – aki akkor mint fejlesztési vezető dolgozott a Porschénál – a tervezett költségvetést messze túllépő összeget fordított a Porsche 917 fejlesztésére, mivel a legjobb technikát akarta, kerül amibe kerül – ezzel viszont szembe helyezkedett Hans-Peter Porsche akkori gyártási igazgatóval és a Porsche 911 tervezőjével Ferdinand Alexander Porschéval. Az átstrukturálás során alakult meg a társaság mai formája a Porsche Holding.
1985-ben, az import és kereskedelmi portfóliót a Volkswagen és a Porsche gépkocsik mellett a SEAT-tal bővítették – ebben az évben vásárolta fel a Volkswagen AG a FIAT-tól a márkát azzal a céllal, hogy Volkswagen technikára épülő olcsóbb modellekkel tudják kitölteni a piaci réseket.
A hidegháborús korszak lezárulásával a Volkswagen AG megbízást adott a Porsche Holdingnak, hogy Magyarországon alakítson ki egy kereskedelmi-, illetve szervizhálózatot, 1990. október 30-án megalapítottak a Porsche Holding 100%-os tulajdonú leányvállalatát – elsőként a kelet-európai térségben – a Porsche Hungariat. Ugyanebben az évben a Volkswagen felvásárolta a Škoda Autot, így a Škoda gépkocsik importja, kereskedelme és szervize a Porsche Holdinghoz került, a márkakínálatot 2000-ben a Bentleyvel, 2001-ben pedig a Lamborghinivel sikerült bővíteni. Szintén 2000-ben a garanciális használt autók értékesítésére létrejött Weltauto.
2009. augusztus 13-án a Porsche és a Piëch család bejelentette, hogy a Porsche Holdingot értékesíteni kívánják a Volkswagen AG-nak. A tárgyalási folyamatok lezárásaként a Volkswagen 2011. március 1-jén 3,3 milliárd eurós vételáron felvásárolta a Porsche Holding GmbH-t, a szerződés megkötésétől a Porsche és a Piëch család a cég irányításában csak a Volkswagen AG, illetve a Porsche Automobil Holding felügyelőbizottsági tagságaiknak megfelelő arányú szavazataikkal vehetnek részt.

## Versenysport

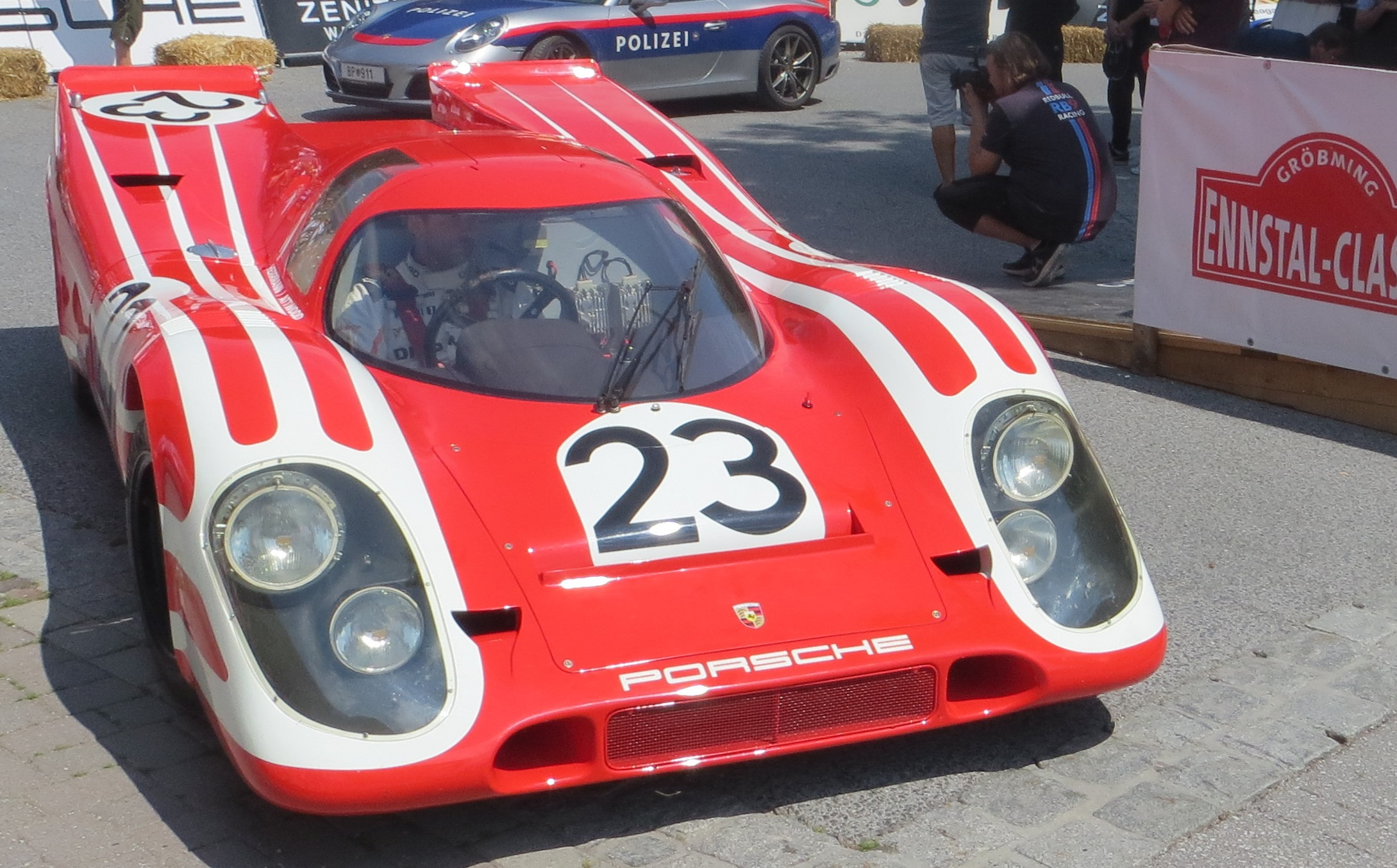
Az 1970-ben Richard Attwood által vezetett Le Mans-győztes 23-as rajtszámú, Ferdinand Piëch által tervezett Porsche 917K a 2017-es Ennstal-Classicon, a kormánykerék mögött Neel Janival

A hatvanas évek második felében a Porsche – gyári csapatként – rengeteg autóversenyen képviseltette magát sikeresen és a gyári csapatokon kívül több külső csapatot is támogattak technikával, tudással. 1969-ben Louise és Ferdinand Piëch a Porsche Konstruktionen GmbH támogatásával megalapította a Porsche Salzburg versenycsapatot, amit mintegy második gyári csapatként működtettek. A szezon elején a Nürburgringen még mint Salzburg Porsche Konstruktionen mutatkoztak be, azonban az österreichringi futamon már Porsche KG Salzburgként voltak jelen.
A Porsche KG Salzburg az 1969-es és 1970-es versenyszezonban képviselte a Porschét a sportkocsi-világbajnokságon. Az 1970-es idényben a Porsche gyári csapatként nem vett részt, mert a támogatásra és a fejlesztésre koncentráltak, de John-Wyer-Team a Gulf Oil színeiben és a Porsche Salzburg gyári támogatású csapatokként igen. A Porsche Salzburg szokásosan két autót indított, a Vic Elford, Kurt Ahrens Jr. és a Hans Herrmann, Richard Attwood versenyző-párosokkal, Porsche 908/3-asukkal megnyerték az 1000 km-es nürburgringi versenyt, illetve a második helyet is megszerezték. A legnagyobb sikert az 1970-es Le Mans-i versenyen érték el, ahol Richard Attwood és Hans Herrmann abszolút győzelmet aratott a Ferdinand Piëch által tervezett 23-as rajtszámú Porsche 917K versenyautójukkal, megszerezve a Porsche első Le Mans-i győzelmét és ezzel egy olyan több évtizedes sikersorozatot indítottak el, amellyel a Porschét minden idők legsikeresebb versenyautó konstruktőrévé tették a Le Mans történelmében. Érdekesség, hogy az 1970-es verseny során forgatták Steve McQueen főszereplésével a Le Mans című filmet, ahol a történet szerint a Michael Delaney-t játszó McQueen nyeri meg a versenyt, szintén egy Porsche 917-essel.
A Porsche KG Salzburg az 1970-es szezon után nem indított versenyzőket a Porschét gyári támogatású csapatként a John Wyer fémjelezte Gulf Oil mellett a Martini Racing képviselte.
2017 őszén a Porsche British Legends Edition néven kiadott egy korlátozott példányszámú 911 Carrera 4 GTS sorozatot. A három féle autó technikailag megegyezik, azonban festésben és matricázásban eltérek: a piros a 23-as rajtszámú Porsche 917, Richard Attwood és az 1970-es győzelem előtti, a kék az 1-es rajtszámú Porsche 956, Derek Bell és az 1982-es győzelem előtti, a fehér 19-es rajtszámú Porsche 919-es, Nick Tandy és a 2015-ös győzelem előtti tisztelgés. Mindegyik autón a versenyautóra emlékeztető fényezés és tipográfiájú matricázás, illetve rajtszám van, ezen kívül a B-oszlopon a versenyzők aláírása.

## Tulajdonosi szerkezet 2011 márciusáig
A Volkswagen AG 2011 márciusában 100%-os tulajdont szerzett a Porsche Holdingban. 
| Tulajdonosi szerkezet az átvételkor | Tulajdonosi szerkezet az átvételkor | Tulajdonosi szerkezet az átvételkor | Tulajdonosi szerkezet az átvételkor  |
| Piëch család (50%)                  | Piëch család (50%)                  | Porsche család (50%)                | Porsche család (50%)                 |
| ----------------------------------- | ----------------------------------- | ----------------------------------- | ------------------------------------ |
| 10,0%                               | Louise Piëch Magánalapítvány        | 12,5%                               | Gerhard Porsche és családja          |
| 10,0%                               | Louise Daxer-Piëch († 2006)         | 12,5%                               | Hans-Peter Porsche és családja       |
| 10,0%                               | Ernst Piëch Magánalapítvány         | 12,5%                               | Wolfgang Porsche és családja         |
| 10,0%                               | Hans Michel Piëch                   | 12,5%                               | Ferdinand Alexander Porsche († 2012) |
| 10,0%                               | Ferdinand Piëch                     |                                     |                                      |

## A vállalat gazdasági jelentősége
A 2017-es év során a Porsche Holding 789 800 gépjárművet értékesített, 29 300 alkalmazottat foglalkoztatott és 22,4 milliárd eurós forgalmat bonyolított. Ausztria második legnagyobb cége, (a magánkézben lévők között a legnagyobb), Európa legnagyobb gépjármű forgalmazója.